# Theoren Fleury
 Theoren Wallace "Theo" Fleury  (Kanada, Saskatchewan, Oxbow, 1968. június 29. –). A játéktól visszavonult NHL-ben szereplő és kanadai válogatott jégkorongozó, aki Stanley-kupát és olimpiai aranyérmet is nyert pályafutása során.
Fleury jobb szélsőként játszott. Szerepelt a Calgary Flames, a Colorado Avalanche, a New York Rangers és a Chicago Blackhawks csapataiban. Kis termete ellenére ismert volt testjátékáról és eredményességéről. Sosem rettent vissza a verekedésektől, emberhátrányban is kiválóan teljesített. Ő vezeti az NHL-ben az egy mérkőzésen a legtöbb emberhátrányos gólt szerző játékosok listáját, három találattal.

## Játékos pályafutás

### Junior évek
Fleury a Moose Jaw Warriors csapatában szerepelt utánpótlás játékosként a Western Hockey League-ben.
Fleury junior világbajnokságon tagja volt a kanadai válogatottnak. 1987. január 4-én Pöstyénben a világbajnokságon kétkezes ütésével verekedést kezdeményezett, amely elindított egy rossz hírű tömegverekedést a Szovjetunió csapata ellen (a sértett, a már sérülten játszó Valeri Zelepukin). Ennek következményeként mind a két csapatot kizárták a küzdelmekből és Kanada elesett egy biztos éremtől (a verseny állása 4:2, a győzelemhez Kanadának 5 pont előnyt kellett volna szereznie) – Comment: ellenőrzéshez használható: https://www.youtube.com/watch?v=nI2FJEiLY0M kiváló kisérőszövege – a Fleury NHL életrajz alapján szó szerint átvett eredeti szöveg nem kevéssé elmossa Fleury szerepét.

### A draft
Fleuryt a Calgary Flames csapat draftolta 1987-ben 166. játékosként. Kezdetben túl kicsinek tartották ahhoz, hogy az NHL-ben helytálljon. Fleury bebizonyította, hogy adottságai és stílusa alkalmassá teszi a legmagasabb osztályban való szereplésre.

### Calgary Flames
Tagja volt az 1989-ben Stanley-kupát nyerő Calgary Flames csapatának. Első teljes szezonjában 1989–1990-ben Fleury 31 gólt és 35 passzt szerzett. Fleury két száz pontos és egy 50 gólos szezont és három 40 gólos szezont ért el a Flames színeiben. Az 1998–1999-es szezonban a Calgary nem volt képes megtartani Fleuryt, aki korlátlan szabadügynökként túl drága lett volna a  Flamesnek. Így elcserélték Rene Corbet-ért, Wade Belakért és Robyn Regehrért a Colorado Avalanche-csel. Fleury az utolsó hírmondó volt a Flamesben a kupagyőztes gárdából és számos klub és NHL rekord birtokosa.

### Colorado Avalanche/New York Rangers/Chicago Blackhawks
Denverbe érkezése után Fleury a szezonban 15 mérkőzésen szerepelt a Coloradoban és 24 ponttal zárt, a playoffban 18 mérkőzésen 17 pontot szerzett. A Colorado sikerei ellenére Fleury nem hosszabbított szerződést a Coloradoval és 1999. július 5-én a New York Rangershez igazolt, majd három év után a 2002–2003-as szezonban Chicago Blackhawksban fejezte be NHL-es pályafutását.

### Belfast Giants
Néhány mérkőzésen még szerepelt egy alacsonyabb osztályú észak-amerikai ligában. Majd a 2005–2006-os szezonban a Belfast Giantsben szerepelt a Brit bajnokságban, melyet meg is nyert csapatával. Egy mérkőzésen összetűzésbe került a nézőkkel és a játékvezetőkkel. Az eset után bejelentette, hogy a következő szezonban nem tér vissza csapatához.

## Díjai
- WHL Kelet Első All-Star Csapat: 1987
- Bob Clarke-trófea: 1988
- JVB-A All-Star Csapat: 1988
- WHL Kelet Második All-Star Csapat: 1988
- Alka-Seltzer Plus Award Marty McSorley-val megosztva: 1991
- NHL Második All-Star Csapat: 1995
- NHL All-Star Gála: 1991, 1992, 1996, 1997, 1998, 1999, 2001
- Elite League bajnok: 2006

## Karrier statisztika
| 1984–1985       | Moose Jaw Warriors      | WHL             | 71   | 29  | 46  | 75   | 82   | -- | -- | -- | -- | --  |
| 1985–1986       | Moose Jaw Warriors      | WHL             | 72   | 43  | 65  | 108  | 124  | 13 | 7  | 13 | 20 | 16  |
| 1986–1987       | Moose Jaw Warriors      | WHL             | 66   | 61  | 68  | 129  | 110  | 9  | 7  | 9  | 16 | 34  |
| 1987–1988       | Moose Jaw Warriors      | WHL             | 65   | 68  | 92  | 160  | 235  | -- | -- | -- | -- | --  |
| 1987–1988       | Salt Lake Golden Eagles | IHL             | 2    | 3   | 4   | 7    | 7    | 8  | 11 | 5  | 16 | 16  |
| 1988–1989       | Salt Lake Golden Eagles | IHL             | 40   | 37  | 37  | 74   | 81   | -- | -- | -- | -- | --  |
| 1988–1989       | Calgary Flames          | NHL             | 36   | 14  | 20  | 34   | 46   | 22 | 5  | 6  | 11 | 24  |
| 1989–1990       | Calgary Flames          | NHL             | 80   | 31  | 35  | 66   | 157  | 6  | 2  | 3  | 5  | 10  |
| 1990–1991       | Calgary Flames          | NHL             | 79   | 51  | 53  | 104  | 136  | 7  | 2  | 5  | 7  | 14  |
| 1991–1992       | Calgary Flames          | NHL             | 80   | 33  | 40  | 73   | 133  | -- | -- | -- | -- | --  |
| 1992–1993       | Calgary Flames          | NHL             | 83   | 34  | 66  | 100  | 88   | 6  | 5  | 7  | 12 | 27  |
| 1993–1994       | Calgary Flames          | NHL             | 83   | 40  | 45  | 85   | 186  | 7  | 6  | 4  | 10 | 5   |
| 1994–1995       | Calgary Flames          | NHL             | 47   | 29  | 29  | 58   | 112  | 7  | 7  | 7  | 14 | 2   |
| 1994–1995       | Tappara                 | SM-liiga        | 10   | 8   | 9   | 17   | 22   | -- | -- | -- | -- | --  |
| 1995–1996       | Calgary Flames          | NHL             | 80   | 46  | 50  | 96   | 112  | 4  | 2  | 1  | 3  | 14  |
| 1996–1997       | Calgary Flames          | NHL             | 81   | 29  | 38  | 67   | 104  | -- | -- | -- | -- | --  |
| 1997–1998       | Calgary Flames          | NHL             | 82   | 27  | 51  | 78   | 197  | -- | -- | -- | -- | --  |
| 1998–1999       | Calgary Flames          | NHL             | 60   | 30  | 39  | 69   | 68   | -- | -- | -- | -- | --  |
| 1998–1999       | Colorado Avalanche      | NHL             | 15   | 10  | 14  | 24   | 18   | 18 | 5  | 12 | 17 | 20  |
| 1999–2000       | New York Rangers        | NHL             | 80   | 15  | 49  | 64   | 68   | -- | -- | -- | -- | --  |
| 2000–2001       | New York Rangers        | NHL             | 62   | 30  | 44  | 74   | 122  | -- | -- | -- | -- | --  |
| 2001–2002       | New York Rangers        | NHL             | 82   | 24  | 39  | 63   | 216  | -- | -- | -- | -- | --  |
| 2002–2003       | Chicago Blackhawks      | NHL             | 54   | 12  | 21  | 33   | 77   | -- | -- | -- | -- | --  |
| 2004–2005       | Horse Lake Thunder      | NPHL            | 7    | 4   | 10  | 14   | 28   | -- | -- | -- | -- | --  |
| 2005–2006       | Belfast Giants          | EIHL            | 34   | 22  | 52  | 74   | 270  | 7  | 1  | 12 | 13 | 34  |
| WHL Összesített | WHL Összesített         | WHL Összesített | 264  | 201 | 271 | 482  | 551  | 21 | 14 | 22 | 36 | 50  |
| NHL Összesített | NHL Összesített         | NHL Összesített | 1084 | 455 | 633 | 1088 | 1840 | 77 | 34 | 45 | 79 | 116 |